# Fabián Doman
Fabián David Doman Talice (Buenos Aires, 15 de junio de 1964) es un periodista y conductor de televisión. Se desempeñó como presidente del Club Atlético Independiente entre el 6 de octubre de 2022 y el 11 de abril de 2023 cuando presentó su renuncia.

## Carrera
Su padre era judío y socialista, mientras que su madre era católica y parte del peronismo de izquierda y del movimiento sindical. Su padre lo abandonó a las semanas de nacer. formó parte de UPAU. De allí, empezó a trabajar como asesor de comunicación e imagen, donde su trabajo más destacado fue ser el jefe de prensa de la campaña presidencial de Álvaro Alsogaray en el año 1989. También, en el 2002, llegó a ser el director de prensa de la Embajada Argentina en los Estados Unidos, período en el cual trabajó en la comunicación internacional de la negociación de la deuda con el Fondo Monetario Internacional (FMI) y el Banco Mundial.En 2017 Héctor Pedro Vergez, un militar condenado por delitos de lesa humanidad, contó sobre la responsabilidad de Yofre en las negociaciones por la venta de los archivos del Batallón de Inteligencia 601 del Ejército Argentino, según Vergez la negociación estuvo a cargo de Juan Bautista Yofre y Fabián Doman.
En televisión comenzó a trabajar en 1992 como columnista del programa La Tapa, conducido por Carlos Kikuchi y Alfredo Scoccimarro que fue emitido por ATC. Después condujo los programas Lifting de noticias y  30 noticias (CVN), Contragolpe junto a Carolina Perín (ATC),[cita requerida] Hora 23 (Canal 26), Mañanas Argentinas y  Noches Argentinas (C5N), además fue auxiliar en Polémica en el bar, corresponsal de Estados Unidos en Después de Hora, conducido por Daniel Hadad (América TV) y panelista de Bendita (Canal 9).
En 2014, fue el conductor de Nosotros al mediodía en El Trece, con panelistas como Alberto Cormillot y Sandra Borghi. Fabián siguió conduciendo el programa hasta el año 2019, en el que se fue a Intratables, dejandóle la conducción a Sandra Borghi.
Ese mismo año, fue invitado a participar del programa conducido por Marcelo Polino Viviendo con las Estrellas, donde los famosos invitaban a 10 participantes a vivir con ellos mientras los "entrenaban para ser famosos". En este ciclo participaron famosos como Moria Casán, Vicky Xipolitakis y Aníbal Pachano.
Luego de 5 años de conducir Nosotros a la mañana, Doman deja El Trece para irse a América TV, donde le fue ofrecido el papel de conductor en el exitoso programa Intratables luego de la salida de Santiago del Moro.
En el 2021 Doman anuncia que deja Intratables y también su programa en Radio La Red debido a que "iba a cambiar de profesión" para ser el director institucional de Edenor, la mayor empresa proveedora de energía eléctrica argentina. 4 meses después, en noviembre, anunció que abandonaba el cargo para dedicarse por completo a su candidatura para presidente del Club Atlético Independiente.

## Club Atlético Independiente
El 2 de noviembre del 2021, Doman anunciaba en Radio La Red la creación del Frente Unidad Independiente, establecido para reemplazar a Hugo Moyano del Club Atlético Independiente; también anunció a sus vicepresidentes: el intendente de Lanús, Néstor Grindetti, como primero y el periodista Juan Marconi como segundo.
No obstante, el mes siguiente, la lista de Doman iba a ser impugnada de los comicios debido a que la lista "no cumpliría con los requerimientos que establece su propio estatuto interno para la presentación de candidatos". Doman declaró que eso "atentaba contra la calidad democrática de la institución". Tras varias presentaciones en la Justicia, las elecciones previstas para el 19 de diciembre de ese mismo año fueron suspendidas.                                                                                                                                                                                                                          Esto culminó en el mes de julio de 2022, cuando la Justicia habilitó al Frente Unidad Independiente a participar en lo comicios.
El 11 de abril de 2023 renuncia a la presidencia del Club Atlético Independiente, a pocos días de disputarse el clásico de Avellaneda, alegando no poder dormir mediante un comunicado en redes sociales.

## Vida personal
Se puso en pareja en el año 1993 con la panelista Evelyn Von Brocke, con quien se casaría 7 años después y tendría 2 hijos, Constance y Marc, pero todo terminó en el año 2013, cuando decidieron divorciarse en buenos términos tras 20 años de matrimonio.
Luego, en 2017, conoció a María Laura de Lillo en una fiesta organizada por una revista a la cual él estaba invitado como figura y ella como anunciante y un tiempo después se pusieron de novios. Dos años después formalizaron su relación con una unión civil de por medio.                                                                                                                                                                         Y un año después, en plena cuarentena por la pandemia de COVID-19 decidieron separarse debido al escaso tiempo que pasaban juntos, abogando los apretados horarios del periodista y los viajes de ella al exterior. Pese a haberse en reconciliado en diciembre de ese mismo año, terminaron por separarse en definitivamente en agosto del 2021 por los motivos antes dichos, todo esto en buenos términos según las dos partes.
A finales del 2021, Fabián conoció, en medio de una operación inmobiliaria, a Viviana Salama, abogada y trabajadora de una empresa de bienes raíces y se pusieron en pareja.

## Programas de televisión
- La tapa (1992-1993)
- Polémica en el Bar (1993)
- 30 noticias (1994-1999)
- Contragolpe (1996-1997)
- Lifting de noticias (1996-1998, 2014-2015)
- Después de Hora (2001-2003)
- Hora 23 (2004-2006)
- Bendita (2006-2007)
- Mañanas Argentinas (2008-2014)
- Noches Argentinas (2012-2014)
- Nosotros al mediodía/Nosotros a la mañana (2014-2019)
- Viviendo con las estrellas (2014)
- Bailando 2016 (2016)
- Cuestión de peso (2017)
- Intratables (2019-2021)
- Momento D (2022)
- Bien de mañana (2023)
- Buenos días América (2024)
- A24: Edición Extra (2024)